# Gilletinus multicostatus
Gilletinus multicostatus là một loài bọ cánh cứng trong họ Geotrupidae. Loài này được Lansberge miêu tả khoa học năm 1885.